# 朱塞佩·德尔高迪奥
朱塞佩·德尔高迪奥（義大利語：Giuseppe Del Gaudio，1976年3月13日—），意大利男子赛艇运动员。他曾代表意大利参加世界赛艇锦标赛，获得二枚金牌、一枚银牌和一枚铜牌，均来自轻量级项目。